# Лагони (Изернија)
Лагони је насеље у Италији у округу Изернија, региону Молизе.
Према процени из 2011. у насељу је живело 51 становника. Насеље се налази на надморској висини од 725 м.